# Walther P38
Walther P38 je poloautomatická pistole ráže 9 mm vyvinutá firmou Walther jako služební pistole Wehrmachtu.
Pistole P38 byla výborná služební zbraň (a stále zůstává). Pistole fungovala na principu krátkého zákluzu hlavně. Uzamčení závěru zajišťovala výkyvná závora. Spoušťové ústrojí bylo dvojčinné. Pistole se dala snadno rozebrat k čištění a měla velmi účinné pojistné systémy, včetně úderníkové pojistky. Tato pistole byla velmi oblíbená a vyhledávaná válečná trofej.

## Vývoj

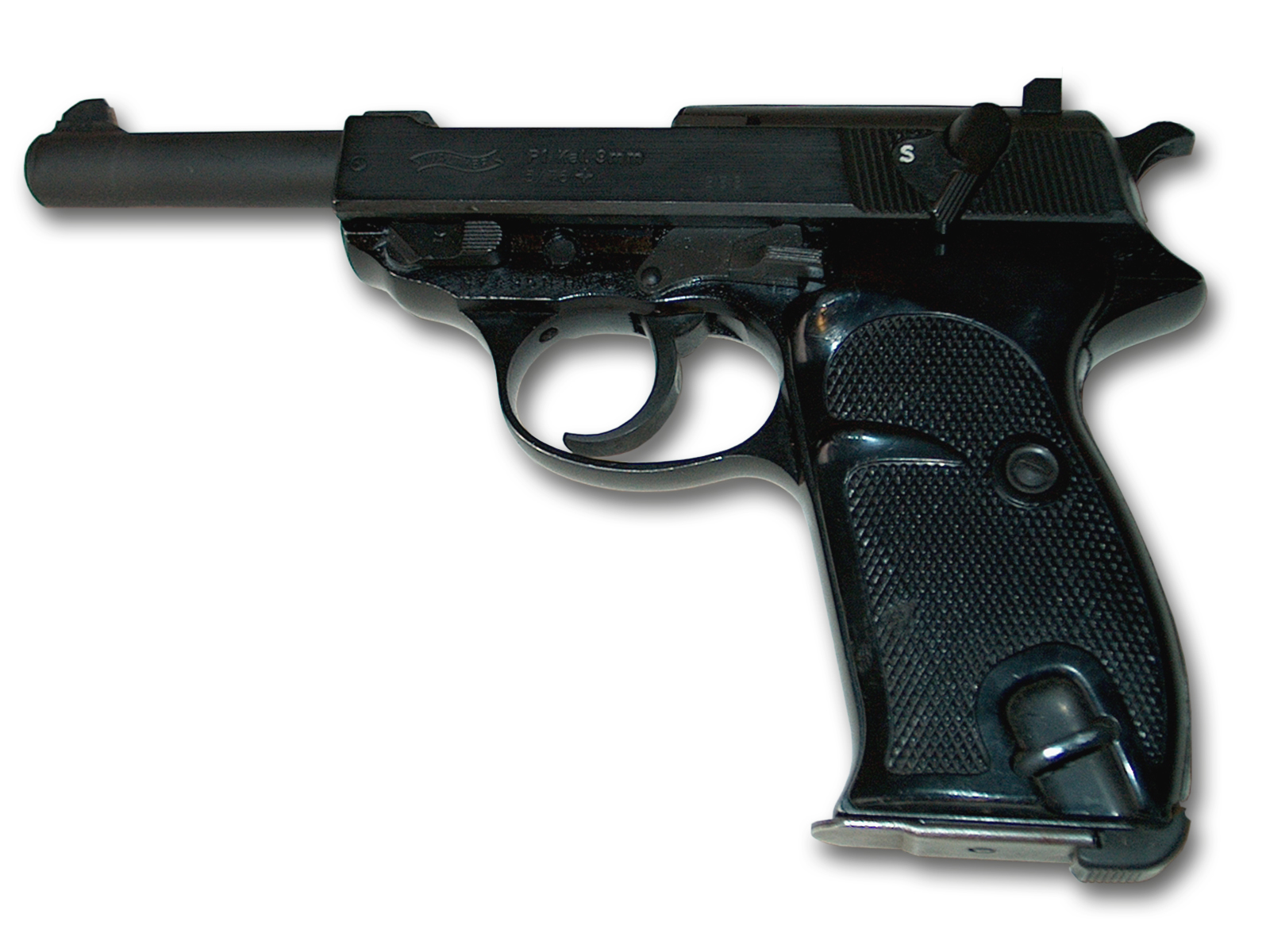
Pistole P1 ve službách Bundeswehru

Pistole Walther P38 měla nahradit pistoli Luger P.08. Když se k moci v roce 1933 dostala NSDAP, jeden z jejich plánů bylo znovuvybudování silné armády. Zavedená pistole Luger byla nevhodná pro svoji velkou výrobní náročnost, a proto bylo třeba vyvinout pistoli novou, která by měla moderní prvky (dvojčinná spoušť…) a jednodušší výrobu. Zakázku získala v roce 1938 firma Walther.
Walther dodal zbraň označovanou jako Armee Pistole (AP), z níž se vyvinula pistole Heeres Pistole (HP) a po několika změnách, které požadovala německá armáda, vznikla konečná varianta přijatá do výzbroje pod označením P38. První kusy z nulté série byly dodány armádě v srpnu 1939. Výroba probíhala nejprve pouze u firmy Carl Walther v Zella-Mehlis, v průběhu války rovněž od roku 1942 u firmy Mauser-Werke v Oberndorfu nad Neckarem a potom rovněž v závodě zbrojovky Spreewerke v českém Hrádku nad Nisou. Válečné modely byly zhotovovány výhradně z oceli.
V roce 1957 se P38 začala opět vyrábět pro potřeby Bundeswehru, s duralovým rámem. Většinou byly značeny P1, i když existuje mnoho poválečných exemplářů P38 s rámem z duralu. Výroba tohoto odlehčeného modelu probíhala opět u firmy Walther, nyní v novém závodě v Ulmu. Později došlo ještě k vyztužení rámu (model s dalším kolíkem nad spouští). Bundeswehr ji používal až do 90. let. Dnes se vyrábí ve francouzském Manurhinu.
Kromě ráže 9 mm Luger byla vyráběna i verze 7,65 mm Para a .22 LR. Zbraň se také několikrát objevila v televizi, často např. v seriálu Profesionálové v rukou Martina Shawa (Doylea).

## Uživatelé
- Třetí říše
- Západní Německo
- Východní Německo
- Chile
- Rakousko
- Norsko
- Portugalsko a další